# American Locomotor Manufacturing Company
American Locomotor Manufacturing Company war ein US-amerikanischer Hersteller von Automobilen.

## Unternehmensgeschichte
Das Unternehmen hatte den Sitz in Connellsville in Pennsylvania. Es setzte ab 1900 die Produktion der Baldwin Automobile Manufacturing Company fort. Der Markenname lautete Locomotor. 1901 endete die Produktion.

## Fahrzeuge
Im Angebot standen Dampfwagen. Sie hatten einen Dampfmotor mit zwei Zylindern. Der offene Aufbau bot Platz für zwei Personen.